# كلارنس دارو
كلارنس سيوارد دارو (بالإنجليزية: Clarence Darrow)‏ (18 أبريل 1857 - 13 مارس 1938) هو محامٍ أميركي اشتُهر في أوائل القرن العشرين لكونه محامي الدفاع في محاكمة ليوبولد ولويب بتهمة القتل وعن سكوبس في محاكمة «القرد». كان عضوًا قياديًا في الاتحاد الأمريكي للحريات المدنية، وداعية بارزًا للإصلاح الاقتصادي الجورجي.
كان يُسمى «محامي البلد المتطور»، وجعله ذكاؤه وبلاغته من أحد أبرز المحامين ودعاة الحريات المدنية في البلاد. دافع عن متهمين رفيعي المستوى في العديد من المحاكمات الشهيرة في أوائل القرن العشرين، بمن في ذلك القاتلان المراهقان ليوبولد ولويب لقتلهما روبرت بوبي فرانكس البالغ من العمر 14 عامًا (1924) بدافع الإثارة؛ والمعلم جون ت. سكوبس في محاكمة «القرد» (1925)، التي وقف فيها بوجه رجل الدولة والخطيب وليام جيننغز برايان؛ وقضية الدفاع عن النفس ذات البعد العنصري لأوشان سويت (1926).

## نشأته
ولد كلارنس دارو في بلدة فارمديل الصغيرة، أوهايو، في 18 أبريل 1857، وهو الابن الخامس لأميروس وإميلي دارو (لقبها قبل الزواج: إدي). كانت كلتا العائلتين -دارو وإدي- من العائلات العريقة في نيو إنجلاند الاستعمارية، وخدم العديد من أسلاف دارو في الثورة الأمريكية. كان والد دارو أحد المتحمسين لإلغاء العبودية ومحطم أيقونات فخورًا ومفكرًا دينيًا حرًا. كان يعرف في جميع أنحاء البلدة باسم «كافر القرية». وكانت إميلي دارو من أوائل المؤيدين لحق المرأة في التصويت وداعية لحقوق المرأة.
التحق كلارنس الشاب بكلية ألغيني وكلية الحقوق بجامعة ميشيغان، لكنه لم يتخرج من أي من المؤسستين. إذ التحق بكلية ألغيني لمدة عام واحد فقط قبل أن يبدأ الذعر عام 1873 (الكساد)، فقد صمم دارو على ألا يشكل عبئًا ماليًا على أبيه. على مدار السنوات الثلاث التالية، عمل في التدريس شتاءً في مدرسة المقاطعة في مجتمع ريفي.
أثناء عمله في التدريس، بدأ دارو بدراسة القانون بجهده الشخصي، وبنهاية عامه الثالث من التدريس، شجعته أسرته على دخول قسم القانون في آن أربور. درس دارو هناك لمدة عام أيضًا، ثم قرر أن التدريب (قراءة القانون) في مكتب قانوني حقيقي سيكون أكثر فعالية من حيث التكلفة. وحين شعر بأنه مستعد، خاض امتحان نقابة أوهايو ونجح فيه. ثم قبل في نقابة أوهايو عام 1878. ويحتوي منزل كلارنس دارو المثمن، وهو منزل طفولته في كينسمان، على نصب تذكاري له.

### زيجاته وطفله
تزوج دارو من جيسي أول في أبريل من عام 1880. وأنجبا طفلًا واحدًا، اسمه بول إدوارد دارو، في عام 1883. ثم انفصلا في عام 1897. وتزوج دارو في وقت لاحق من روبي هامرستروم، وهي صحافية تصغره بستة عشر عامًا، في عام 1903. لم ينجبا أي أطفال.

## مسيرته المهنية في القانون
افتتح دارو أول مكتب محاماة له في أندوفر، أوهايو، وهي بلدة زراعية صغيرة تبعد عشرة أميال فقط عن كينسمان. نظرًا لعدم امتلاكه الخبرة، بدأ تدريجيًا وببطء ببناء مسيرته المهنية من خلال تعامله مع الشكاوى والمشاكل اليومية التي يحظى بها مجتمعه الزراعي. شعر دارو بعد سنتين بأنه مستعد لتناول قضايا جديدة ومختلفة، ونقل على إثر ذلك مزاولة مهنته إلى أشتابولا بولاية أوهايو التي بلغ عدد سكانها 5000 نسمة وكانت أكبر مدينة في المقاطعة. انخرط هناك في سياسات الحزب الديمقراطي وعمل مستشارًا للبلدة.
تزوج في عام 1880 من جيسي أوهل، وانتقل بعد ثماني سنوات إلى شيكاغو مع زوجته وابنه الصغير بول. لم يحظى بالكثير من فرص العمل عندما انتقل إلى شيكاغو وأنفق أقل ما أمكنه. التحق بنادي هنري جورج وتعرف على بعض الأصدقاء وأقام علاقات في المدينة. كونه جزءًا من النادي منحه فرصة للتحدث باسم الحزب الديمقراطي في الانتخابات القادمة. سطع اسمه شيئًا فشيئًا من خلال تلك الخطابات، ليكسب في نهاية المطاف مكانة تخوله التحدث في أي قاعة يريد. عُرض عليه العمل محاميًا في مدينة شيكاغو. عمل دارو في إدارة الشئون القانونية لمدة سنتين عندما استقال وشغل منصب محامٍ في شركة السكك الحديدية «شيكاغو أند نورث ويسترن». في سنة 1894، مثل دارو يوجين في. ديبس، زعيم اتحاد السكك الحديدية الأمريكية، الذي حوكم من قبل الحكومة الفيدرالية لقيادته «إضراب بولمان» سنة 1894. قطع دارو علاقاته مع السكك الحديدية لتمثيل ديبس، مقدمة تضحية مالية. استطاع إنقاذ ديبس في إحدى المحاكمات ولكنه لم يستطع منعه من أن يسجن في محاكمة أخرى.
أيضًا في عام، 1894، أخذ دارو على عاتقه أول قضية جريمة قتل في حياته المهنية، مدافعًا عن باتريك يوجين برندرغاست، «طبيب مختل عقليًا» اعترف بقتل عمدة شيكاغو كارتر هاريسون الأب. فشل دفاع دارو بادعاء جنون المتهم (ادعاء أن المتهم كان خارجًا عن وعيه عند ارتكابه الجريمة) وتم إعدام برندرغاست في ذات العام. من بين خمسين قضية قتل استلمها دارو على امتداد مسيرته المهنية، كانت قضية برندرغاست هي الوحيدة التي انتهت بحكم الإعدام بينهم، لذا لم ينضم دارو إلى فريق الدفاع إلا بعد إدانة برندرغاست والحكم عليه، في محاولة منه لتجنيبه الحرج.

### من محام في قانون الشركات إلى محامٍ عمالي
سرعان ما أصبح دارو واحدًا من أبرز المحامين العماليين في أميركا. ساعد في تنظيم الحزب الشعبوي في إلينوي ثم رشح نفسه للكونغرس الأميركي كديمقراطي في سنة 1895، ولكنه خسر أمام هيو آر. بلكناب. في عام 1897، انتهى زواجه من جيسي أوهل بالطلاق. انضم إلى العصبة المناهضة للإمبريالية سنة 1898 في معارضة منه لضم الولايات المتحدة للفلبين. مثّل عمال النجارة في ويسكنسن ضمن قضية بارزة في أوشكوش سنة 1898، وعمال المناجم المتحدين في بنسلفانيا في «إضراب فحم الأنتراسيت الكبير» سنة 1902. وردت في ذهنه فكرة الترشح لمنصب عمدة شيكاغو في عام 1903 ولكنه في نهاية المطاف استغنى عنها. في السنة التالية، في يوليو، تزوج دارو من روبي هامرستروم، صحفية شابة من شيكاغو. انضم إليه معلمه السابق، المحافظ جون بيتر التجليد في شركته في أعقاب هزيمته الانتخابية في شيكاغو سنة 1899 وعمل معه حتى وفاته في عام 1902.
في الفترة بين عامي 1906 و1908، مثل دارو الاتحاد الغربي لزعماء عمال المناجم، ويليام «بيغ بيل» هايوارد، وتشارلز موير، وجورج بيتيبون عندما قُبض عليهم ووجهت إليهم تهمة التآمر لقتل حاكم ولاية إيداهو السابق فرانك ستيرنبرغ في عام 1905. تبين في محاكمات منفصلة أن هاوود وبتيبون غير مذنبين، ثم أُسقطت التهم الموجهة إلى موير.

## روابط خارجية
- كلارنس دارو على موقع الموسوعة البريطانية (الإنجليزية)
- كلارنس دارو على موقع ميوزك برينز (الإنجليزية)
- كلارنس دارو على موقع إن إن دي بي (الإنجليزية)